# Koralle (Zeitschrift)
Koralle (zeitweise auch Die Koralle bezeichnet) war eine monatliche populärwissenschaftliche Zeitschrift, die zwischen 1925 und 1944 in der Weimarer Republik und dann im nationalsozialistischen Deutschland erschien. Sie war eine der Publikationen, die vom führenden deutschen Ullstein Verlag ins Leben gerufen wurden. Obwohl sie als populärwissenschaftliche Zeitschrift begann, wurde sie 1933, als die NSDAP begann das Land zu regieren, zu einer Zeitschrift von allgemeinem Interesse und der Propaganda.

## Geschichte
Koralle erschien erstmals im April 1925 als eine der Publikationen des Ullstein Verlags, die Zeitschrift hatte ihren Sitz in Berlin. Später wurde der Deutsche Verlag Herausgeber der Zeitschrift. In dieser Zeit schrieb Werner Höfer für Koralle.
Die Koralle richtete sich an Leser, die sich für technische und wissenschaftliche Themen interessierten. Die Zeitschrift enthielt Anzeigen über technische Geräte für Anfänger wie Kameras und Autos. Kurz nach der Machtergreifung der Nationalsozialisten im Jahr 1933 verlor Koralle jedoch seinen ursprünglichen Schwerpunkt und wurde zu einer NS-Publikumszeitschrift. Ab Heft 01/1936 wurde die Titelschriftart in Sütterlinschrift gestaltet.
In der Zeit zwischen 1926 und 1933 verkaufte Koralle Zehntausende von Exemplaren und war damit einer der erfolgreichsten Ullstein-Titel. Die Zeitschrift wurde 1944 eingestellt.
Einer der bekannten Redakteure war Friedebert Becker, der zwischen 1930 und 1933 wissenschaftliche Beiträge verfasste.

## Inhalte (Auswahl)
- 9. Jahrgang - Nr. 43 - 26. Oktober 1941; Titelbild: Lenin auf dem Trümmerhaufen. Inhalt u. a.: Leningrad – "Stadt der Tränen", Volksdeutsche Mädel im Landjahr, Was ist Rheuma?, Der Lach-Erfolg und sein Geheimnis, Da lacht die Koralle.
- 10. Jahrgang - Heft Nr. 5 Neue Folge, 1942: "Sektengründer George Baker im New Yorker Negerviertel Haarlem / Evangelistin Aimee Semple Mc Pherson in Holywood / Ritterkreuzträger mit Eichenlaub". Hauptschriftleiter: Cläre Vith / Berlin. - Aus dem Inhalt: "… verleihe ich Ihnen als sechzigstem Offizier das Eichenlaub zum Ritterkreuz des Eisernen Kreuzes", doppelseitige Fotostrecke mit Bildern von 10 Ritterkreuzträgern (Kapitänleutnant Heinrich Lehmann-Willenbrock, Major Otto Weiß, Rittmeister Georg Freiherr von Boeselager, Generalleutnant Walther von Seydlitz-Kurzbach, Generalmajor Josef Harpe, Oberleutnant zur See Reinhard Suren, Major Hubertus Hitschold, Oberstleutnant Oskar von Boddien, Oberst Hans Jordan und Oberst Karl Specht), jeweils mit Kurzlebenslauf und einer Namensliste "Die ersten fünfzig" (General der Infanterie Gerda Eduard Dietl bis Oberst Karl Eibl).